# 神奇先生
神奇先生（英語：Mr. Fantastic），本名為李德·理查斯（Reed Richards），是出現在漫威漫畫中的虛構超級英雄。由史丹·李及杰克·科比所創作，首次出現於《神奇四俠》#1（1961年11月）。

## 英雄來歷
李德·理查斯（Reed Richards）是一位天才級科學家，在一次執行太空任務的途中被宇宙射線改變身體結構，使他的身體能隨著意志改變成任何形狀。

## 能力
驚奇先生擁有極高的智商，而且幾乎精通所有高科技領域的科學技術，包括時間旅行、空間移動、生化人、機器人學、計算機科學、通信、合成聚合物、突變、運輸、全息影像、發電和頻譜分析等，並在不同的領域上取得突破性的成就。因為製造出來的發明都非常厲害，有的甚至能與神明抗衡，所以被譽為“地球上最聰明的人”。
被太空射線影響後，驚奇先生的肉體擁有了超人的彈性、延展性和耐力，他的四肢、頸部和軀幹可以伸展到不可思議的長度，但不能超過1500英呎（約457米）。他可以把他的整個或部分身體變成可塑狀態，使其能夠延伸、膨脹、拉長和其它形式的變形，以及對於包括電擊的幾乎一切除了溫度變化（同時也是弱點）的物理攻擊免疫，同時也有強大的精神防禦力。

## 其他媒體

### 電影
- 《神奇4俠》（1994年）：由Alex Hyde-White飾演。
- 神奇四俠系列電影
  - 《神奇4俠》（2005年）：由艾恩·古福特飾演。
  - 《神奇4俠：銀魔現身》（2007年）：由艾恩·古福特飾演。
  - 《神奇4俠》（2015年）：由麥爾斯·泰勒飾演。
- 漫威電影宇宙：由佩德羅·帕斯卡飾演828號宇宙的神奇先生。
  - 《奇異博士2：失控多重宇宙》（2022年）：由約翰·卡拉辛斯基飾演，客串，838號宇宙中的光照會成員。
  - 《驚奇4超人：第一步》（2025年）
  - 《復仇者聯盟：末日之戰》（2026年）

### 遊戲
- 《漫威：未來之戰》：手機遊戲，神奇先生是玩家可使用角色之一。
- 《漫威超級戰爭》
- 《漫威爭鋒》：由伊恩·詹姆斯·柯萊特（英语：Ian James Corlett）配音。

## 外部連結
- （英文） 神奇先生 （页面存档备份，存于） at the Marvel Universe wiki